# Ачи (Тюлячинский район)
Ачи́ (тат. Ачы) — деревня в Тюлячинском районе Республики Татарстан Российской Федерации. Входит в состав Тюлячинского сельского поселения.

## География
Деревня расположена на реке Макса, в 3 км к северо-востоку от села Тюлячи.

## История
Деревня основана в период Казанского ханства.
В дореволюционных источниках известна также под названием Спасское.
До 2-й половины XIX века жители относились к категории помещичьих крестьян. Занимались земледелием, разведением скота. В 1880 году в Ачи была построена церковь, в 1889 году при ней открылась церковно-приходская школа.
В начале XX века земельный надел сельской общины составлял 180,5 десятины. До 1920 года деревня входила в Больше-Кибяк-Козинскую волость Лаишевского уезда Казанской губернии. С 1920 года в составе Лаишевского, с 1927 года — Арского кантонов ТАССР. С 10 августа 1930 года в Сабинском, с 10 февраля 1935 года в Тюлячинском, с 12 октября 1959 года в Сабинском, с 4 октября 1991 года в Тюлячинском районах.

## Население
| 1782                  | 1859 | 1897 | 1908 | 1920 | 1926 | 1938 | 1949 | 1970 | 1979 | 1989 | 2000 |
| --------------------- | ---- | ---- | ---- | ---- | ---- | ---- | ---- | ---- | ---- | ---- | ---- |
| 102 душ мужского пола | 135  | 154  | 149  | 203  | 214  | 267  | 264  | 202  | 144  | 150  | 209  |

По переписи 1989 года, русских — 78%, татар — 20%.

## Экономика
Полеводство, молочное скотоводство, овцеводство.

## Социальная инфраструктура
Начальная школа, дом культуры, библиотека